# Jacob De Clerck
Jacob De Clerck (Ieper, ca. 1610 - ?, 1650) was een Zuid-Nederlands rederijker.

## Levensloop
Declerck oefende zich in de schilderkunst, de muziek en de dichtkunst. Hij werd de dichter van de rederijkerskamer van Hazebroek en schreef verschillende toneelstukken en dichtwerken.
In 1650 trok hij naar Rome. Wat toen gebeurde is onbekend, maar al op 27 juli 1650 werd door de rederijkerskamer zijn uitvaart georganiseerd.

## Werken
- Het eerlijk tijdverdrijf, vertoont in Lucifersval
- Bacchus-beeld
- Megouras' heerschappij
- Zoïluswinkel en eenige vermakelijke kluchten.